# Vremea disprețului
Vremea disprețului (în poloneză Czas pogardy) este al doilea roman din seria Vrăjitorul (Vânătorul) de Andrzej Sapkowski. A apărut prima dată în 1995 la editura poloneză SuperNOWA.
Este o continuare a romanului Sângele elfilor și este urmat de Botezul focului.

## Context
Amplasat într-o lume medievală pe o suprafață cunoscută sub numele de Continentul, seria se învârte în jurul „vrăjitorului”  Geralt din Rivia, vrăjitoarei Yennefer din Vengerberg și prințesei Ciri. „Vrăjitorii” sunt vânători de fiare care dezvoltă abilități supranaturale la o vârstă fragedă pentru a lupta cu fiarele și monștrii sălbatici.